# Иоганн Мейнхард VII
Иоганн Мейнхард VII (нем. Johann Meinhard VII. von Görz und Kirchberg; 1378/80 — 22 мая 1430) — граф Горицы и Кирхберга, пфальцграф Каринтии. По всем этим владениям соправитель старшего брата — Генриха VI, который в 1394—1398 годах являлся его опекуном.

## Биография
Младший сын Мейнхарда VI фон Гёрца и его второй жены Утельхильды фон Метш. Согласно некоторым источникам, при разделе отцовского наследства получил графство Кирхберг в Швабии. По другим данным, братья правили совместно.
После смерти Мейнхарда VI, воспользовавшись малолетством его сыновей, администратор патриаршества Аквилеи Филипп Алансонский передал права фогства в этом диоцезе Джакопо да Каррара. Однако тот вернул эти права братьям в 1398 году, и они пользовались ими до 1420 года, когда Фриуль завоевала Венеция.
С 1415 года (также совместно с братом) Иоганн Мейнхард VII — пфальцграф Каринтии.

## Семья
- Первая жена — Магдалена (ум. 1410), дочь герцога Баварии Фридриха I Мудрого
- Вторая жена (с 1422 года) — Агнесса, дочь графа Бернхарда фон Петтау-Вурмберг

После смерти Иоганна Мейнхарда VII его наследником стал его брат — Генрих VI. Не позднее 1433 года он отдал графство Кирхберг в залог зятю, мужу своей дочери, до выплаты приданого.